# هرمس فرانس باروس
هرمس فرانس باروس (انگلیسی: Hermes França؛ زادهٔ ۲۶ اوت ۱۹۷۴) ورزشکار هنرهای رزمی ترکیبی اهل برزیل است.